# Collonges-Archamps
Collonges-Archamps est le nom d'une ancienne commune française durant la période révolutionnaire, puis du duché de Savoie, réunissant les communes actuelles de Collonges-sous-Salève, et d'Archamps, créée à partir de Collonges en 1836,.